# 카리냐 데 안주
《카리냐 데 안주》(포르투갈어: Carinha de Anjo)는 2016년부터 2018년까지 방영된 브라질의 텔레노벨라이다. 지난 2000년 멕시코의 텔레노벨라 《카리타 데 앙헬》을 원작으로 한 작품이다.